# Kepler-102c
Kepler-102c es uno de los cinco planetas extrasolares que orbitan la estrella Kepler-102. Fue descubierta por el método de tránsito astronómico en el año 2014. Este planeta ha sido descubierto por el telescopio espacial Kepler. Se confirmó utilizando una combinación de formación de imágenes de alta resolución y espectroscopía y espectroscopia Doppler. Este análisis empuja la falsa probabilidad por debajo del 1% y pone constreñimientos en el tamaño y la masa del planeta.